# 十月 (俄文杂志)
十月（俄语：Октябрь），是苏联及俄罗斯的文学艺术月刊杂志。1924年创刊。

## 历史
1924年5月，《十月》作为莫斯科无产阶级作家协会的机关刊物创刊。1926年至1932年，它是全俄无产阶级作家协会和莫斯科无产阶级作家协会的机关刊物。1933年至1934年，它是俄罗斯苏维埃联邦社会主义共和国（苏俄）作家协会筹备委员会的机关刊物。1934年至1957年，它是苏联作家协会的机关刊物。1958年至1990年，它是苏俄作家协会的机关刊物。
从1950年代中期的解冻时期开始，由柯切托夫主持的《十月》（保守派）与特瓦尔多夫斯基任主编的《新世界》（自由派）就创作原则、创作方法和审美标准等一系列问题形成对峙。1980年代中期在戈尔巴乔夫改革的背景下，《十月》杂志风格突变，成为“新思维”运动的舆论先锋之一，相继发表了之前被禁的文学作品。
1990年6月，根据新颁布的《苏联报刊与其他大众传媒法》，《十月》正式成为独立的出版物，不再是作家协会的机关刊物。
2014年夏，在翻译家刘文飞的介绍下，《十月》的编辑和作家借着参加第21届北京国际图书博览会的机会，与北京同名杂志相聚并举行座谈会。

## 发表过的作品
《十月》早期发表有马雅可夫斯基的《放声歌唱》、法捷耶夫的《毁灭》、富尔曼诺夫的《恰巴耶夫》、肖洛霍夫的《静静的顿河》、阿·托尔斯泰的《俄罗斯性格》等。1980年代中期相继发表了阿斯塔菲耶夫的《忧伤的侦探故事》、雷巴科夫的《沉重的黄沙》、阿赫玛托娃的《安魂曲》、西尼亚夫斯基的《与普希金散步》、格罗斯曼的《生活与命运》和《一切都在流动》等作品。